# 全国进步阵线 (伊拉克)
全国进步阵线（阿拉伯语：‎，羅馬化：al-Jabha al-Wataniyyah at-Taqaddumiyyah），有时称为进步爱国和民族阵线，是伊拉克历史上的一个统一阵线组织。

## 历史
该组织形成于1973年7月16日，正式成立于1974年，名义上是在“共同行动计划”框架下成立的，目的是在阿拉伯复兴社会党—伊拉克地区（伊拉克复兴党）、伊拉克共产党、库尔德斯坦革命党、库尔德斯坦民主党亲政府派系以及一些独立人士之间建立一个联盟。尽管伊拉克共产党加入全国进步阵线，但仍然遭到镇压，其在工厂中的成员被逮捕，在军队中的成员被处决，报刊被严厉审查；到1979年，伊拉克共产党的领导人都被逮捕或被迫流亡国外；1980年，伊拉克共产党正式退出全国进步阵线，并公开反对伊拉克复兴党政府。而库尔德斯坦民主党的活动在萨达姆·侯赛因于1979年掌权后也受到限制。1995年—2000年，一个由优素福·汉丹领导的亲政府的小型伊拉克共产党成立并被容忍存在，尽管它不是全国进步阵线的正式成员。该组织的创建确保了伊拉克复兴党的领导地位，同时为忠于伊拉克复兴党政府的其他政党提供了有限的自主权。萨达姆曾将该组织称为“表达我们的意志、深化民主，并让人民和民族力量在各个领域参与建设新实验的基本形式之一。”实际上，该组织完全由伊拉克复兴党控制，所有其他合法的政治力量都处于从属地位。2003年5月1日，随着萨达姆政权在伊拉克战争中被推翻，该组织瓦解。